# VR 오나홀
VR 오나홀은 가상현실(영국: virtual reality)과 오나홀(영국: Artificial vagina)을 합친 단어이다.
성 기구 중 하나로 남성기를 여성기에 삽입하는 쾌감을 재현하도록 질구 및 질을 본뜬 제품 (오나홀)과 간이 VR 헤드셋을 조합하여 사용하는 것을 전제로 한 점에서 일반 오나홀과의 차별화를 꾀한 것이다.
원래는 간이 VR 헤드셋에 성인 VR을 띄워 '감상하면서 오나홀을 이용하는 방법이 주류였지만, 항상 "어덜트 VR 쪽에서 일방통행" 이었기 때문에 타이밍 등을 성인 VR에 맞춰야 해 개선책이 모색되고 있었다.
성인 VR(VRAV)은 주로 DMM (현 FANZA) 이 주력하고 있었지만, 감상까지의 수고나 기재의 준비 등이 필요하게 되어, 아직 일반적으로 보급되었다고 말하기 어려운 것이 현실이다.
대표적 제품으로 A10 사이클론 SA가 있는데 이것은 스크립트를 구성하여 원하는 상황을 재현할 수 있으며 심지어 애니메이션 캐릭터들과도 희망하는 체위 등이 가능하다고 알려진다

## VR 오나홀의 역사

### 2015년
VR 오나홀의 첫 출시는 불명확하지만 2015년 홍콩 회사가 'BKK Sex Toy'라는 이름으로 'VR 고글과 오나홀 세트'를 출시한 바 있다.
　덧붙여 'BKK Sex Toy사'는 기사 집필 시점(2020년 12월)으로 유튜브 채널은 2015년 9월 30일에, 트위터는 2017년 7월 5일 게시물을 끝으로 업데이트가 끊겼으며, 이상의 이유로 활동을 중단한 것으로 보인다.
이후 몇몇 유사 상품이 발견됐지만 모두 구상 단계에서 멈췄고 상품화에 접목한 물건은 나타나지 않았다.

### 2020년
2020년 12월에 대만의 기업 「ETERNAL SMART 테크놀로지」사가 일본내의 아마존을 중심으로 VR 오나홀 「AKSO」의 판매를 개시했다.
　"AKSO"는 VR 고글은 동봉되지 않았지만 시판 간편 VR 헤드셋과 전용 안드로이드 앱을 사용해 '보이스, 시선, 가속도 센서'를 이용한 VR 캐릭터와의 커뮤니케이션이 판매되고 있다.
　현재 (2020년 12월 기준) 확인된 본래 의미의 'VR 오나홀'은 'AKSO'뿐이다.

## VR 오나홀「AKSO」
"AKSO"는 2020년 대만 기업 "ETERNAL SMARTECHNOLOGY LTD."사가 일본 아마존에서 판매를 시작한 'VR 오나홀'이다.
　개발은 네덜란드·대만·일본 합동팀에 의해 이루어지고 있다.

## 같이 보기
- 성인용품
- 더치 와이프 (ダッチワイフ) - 사타구니에 오나홀을 장착할 수 있는 물건이 있다.
- 러브돌 (ラブドール) - 고급 더치 와이프. 사타구니에 오너홀을 장착할 수 있는 것이 있다.